# Диу (округ)
Диу — округ в составе индийской союзной территории Дадра и Нагар-Хавели и Даман и Диу.

## История
Исторически был частью региона Саураштра в Гуджарате. Округ Диу (порт. Distrito de Diu) был создан как административная единица Португальской Индии (порт. Estado da Índia) в первой половине XIX века. Он находился в ведении губернатора округа, подчинённого генерал-губернатору Португальской Индии в Гоа. Округ включал муниципалитет Диу, который далее подразделялся на приходы.
Диу оставался заморской территорией Португалии, пока не был аннексирован индийскими войсками 19 декабря 1961 года. С 1961 по 1987 год входил в состав союзной территории Гоа, Даман и Диу. В 1987 году он стал частью вновь образованной союзной территории Даман и Диу. В январе 2020 года округ стал частью новой союзной территории Дадра и Нагар-Хавели и Даман и Диу.

## География
Округ Диу состоит из острова Диу (на котором расположен город Диу), полуострова напротив восточного берега острова, на котором расположена деревня Гогола, и небольшой территории, находящейся в 20 км к востоку от острова Диу, Симбора.

## Население
Согласно переписи 2011 года, в округе Диу проживало 52 056 человек (из них: 23 976 в городе и 28 080 в сельской местности), что примерно соответствует населению государства Сент-Китс и Невис.  Таким образом, среди округов он занимает 631-е место в Индии (из 640).  Плотность населения округа составляет 1301 человек на квадратный километр (3370 человек на квадратную милю). Темпы прироста населения за десятилетие 2001-2011 гг. составили 17,73%. Диу имеет соотношение полов: 1030 женщин на каждые 1000 мужчин, и уровень грамотности 83,36%.

## Достопримечательности
Крепости и церкви
- Форт Диу
- Церковь Святого Фомы, сейчас музей
- Пещеры Надии
- Церковь Святого Павла
- Форт Святого Антония в Симборе
- Морской форт

Пляжи
- Нагоа, самый посещаемый пляж в Диу, где есть руины форта
- Гогола, самый большой пляж у острова Диу
- Чакратирт
- Гомтимата

## Галерея
- Пушки форта Диу
- Церковь Св. Фомы, Диу
- Форт Диу
- Пещеры Надии
- Церковь Св. Павла, Диу
- Кафедральный собор
- Вид на тюрьму Морского форта со сторожевой башни форта Диу
- Португальский форт